# Người khuyết tật

Biểu tượng thường dùng cho người khuyết tật

Người khuyết tật là người khiếm khuyết về mà vì thế gây ra suy giảm đáng kể và lâu dài đến khả năng thực hiện các hoạt động, sinh hoạt hàng ngày. Theo DDA (Disability Discrimination Act – Đạo luật chống phân biệt đối xử với người khuyết tật do Quốc hội Anh ban hành), khi xét về mặt thời gian tác động thì khiếm khuyết kéo dài hoặc sẽ có thể kéo dài mà ít hơn 12 tháng bình thường không được coi là khuyết tật, trừ phi là bị tái đi tái lại, một số người có khiếm khuyết kéo dài hơn một năm thì vẫn ở trong diện của DDA, cả khi họ sẽ được phục hồi hoàn toàn . Còn Đạo luật về người khuyết tật của Hoa Kỳ năm 1990 (ADA - Americans with Disabilities Act of 1990) định nghĩa người khuyết tật là người có sự suy yếu về thể chất hay tinh thần gây ảnh hưởng đáng kể đến một hay nhiều hoạt động quan trọng trong cuộc sống. Cũng theo ADA những ví dụ cụ thể về khuyết tật bao gồm: khiếm khuyết về vận động, thị giác, nói và nghe, chậm phát triển tinh thần, bệnh cảm xúc và những khiếm khuyết cụ thể về học tập, bại não, động kinh, teo cơ, ung thư, bệnh tim, tiểu đường, các bệnh lây và không lây như bệnh lao và bệnh do HIV (có triệu chứng hoặc không có triệu chứng) . Có sự thống nhất tương đối về định nghĩa thế nào là khuyết tật của hai đạo luật này.
Theo phân loại của Tổ chức Y tế Thế giới, có ba mức độ suy giảm là: khiếm khuyết (impairment), khuyết tật (disability) và tàn tật (handicap). Khiếm khuyết chỉ đến sự mất mát hoặc không bình thường của cấu trúc cơ thể liên quan đến tâm lý hoặc/và sinh lý. Khuyết tật chỉ đến sự giảm thiểu chức năng hoạt động, là hậu quả của sự khiếm khuyết. Còn tàn tật đề cập đến tình thế bất lợi hoặc thiệt thòi của người mang khiếm khuyết do tác động của môi trường xung quanh lên tình trạng khuyết tật của họ (WHO, 1999). Còn theo quan điểm của Tổ chức Quốc tế người khuyết tật, người khuyết tật trở thành tàn tật là do thiếu cơ hội để tham gia các hoạt động xã hội và có một cuộc sống giống như thành viên khác (DPI, 1982). Do vậy, khuyết tật là một hiện tượng phức tạp, phản ánh sự tương tác giữa các tính năng cơ thể và các tính năng xã hội mà trong đó người khuyết tật sống.
Theo thống kê năm 2011, Việt Nam có khoảng 6.1 triệu người khuyết tật, tương đương 7.8% dân số.

## Khái niệm

### Khuyết tật và tàn tật
Đối với đa số người Việt Nam, khuyết tật và tàn tật là hai từ để chỉ cùng một khái niệm, từ năm 2009 trở về trước người ta vẫn dùng song song chúng trên cả phương tiện truyền thông đại chúng và văn bản pháp quy. Trong các pháp lệnh trước đây của nhà nước Việt Nam, tàn tật là cụm từ được chính thức sử dụng, song theo dự thảo năm 2009, từ khuyết tật nhiều khả năng sẽ được dùng để thay thế từ tàn tật trong các bộ luật. Năm 2010 Quốc hội Việt Nam đã chính thức sử dụng cụm từ người khuyết tật thay cho tàn tật trong các bộ luật ban hành có liên quan.
Thông thường từ khuyết tật được cho là mang sắc thái tình cảm, ý nghĩa tốt hơn là từ tàn tật. Người ta cho rằng từ "tàn" trong cụm từ tàn tật gợi đến hình ảnh tiêu cực, tạo cảm giác không còn khả năng gì, không còn tương lai và điều đó ảnh hưởng không tốt đến nỗ lực phấn đấu vượt khó khăn. Từ "khuyết" mang nghĩa suy giảm chức năng nhưng vẫn có khả năng phục hồi, vẫn còn hy vọng. Ngược lại cũng có ý kiến cho rằng đây chỉ là các tên gọi, các nhãn mác cho khái niệm do vậy không cần phải quá câu nệ, cốt yếu là thái độ và hành vi thực tế. Tuy nhiên xu hướng chung được khuyến nghị là sử dụng từ khuyết tật thay cho từ tàn tật. Trong cuộc hội thảo do Văn phòng Điều phối các hoạt động hỗ trợ người tàn tật Việt Nam (NCCD) và Tổ chức Cứu trợ và Phát triển (CRS) thực hiện thì có đến 17 trên tổng số 19 ý kiến cho rằng nên thay cụm từ tàn tật bằng khuyết tật. Ngoài ra bản thân những người có khiếm khuyết cũng muốn mình được gọi bằng cụm từ người khuyết tật hơn.

### Từ khiếm khuyết cho đến khuyết tật
Theo định nghĩa khuyết tật phải đảm bảo cả hai điều kiện là có khiếm khuyết và khiếm khuyết đó ảnh hưởng nghiêm trọng đến cuộc sống. Nói về khiếm khuyết, đó là vấn đề rất thông thường, và bất kỳ ai cũng đều có thể bị khiếm khuyết trong một giai đoạn nào đấy của cuộc sống. Vậy vấn đề chỉ còn nằm ở chỗ khiếm khuyết đó nghiêm trọng đến mức nào. Tuy nhiên khái niệm nghiêm trọng ở đây không hoàn toàn xác định được một cách đơn nhất, bởi vì nó không chỉ phụ thuộc vào bản thân khiếm khuyết mà còn phụ thuộc vào bối cảnh văn hóa, khoa học. Nếu một người cận thị khá nặng trong thời đại không có kính trợ giúp thì đó là một vấn đề cực rắc rối và sẽ bị coi là khuyết tật. Một ví dụ khác, chẳng hạn một cô gái có vết sẹo dài ở mặt và trông khó coi (theo quan điểm của xã hội) sẽ bị ảnh hưởng nghiêm trọng đến hạnh phúc của cô trong đó có lòng tự trọng bị tổn thương và khả năng kết hôn theo sự tự lựa chọn thấp. Nhưng rõ ràng là cô gái đó vẫn có sức khỏe thể chất, tâm thần và giác quan bình thường. Như vậy sự khuyết tật của cô do quan niệm của xã hội tạo thành, chính những quan niệm của xã hội và của chính cô đã hạn chế cô tri nhận đầy đủ giá trị cuộc sống. Nếu vết sẹo đó ở vùng bụng vấn đề lại khác hoàn toàn...Những điều trên cho thấy, sự cải tiến của khoa học công nghệ và sự điều chỉnh thái độ đúng đắn khiến nhiều người khuyết tật sẽ đơn giản chỉ là bị khiếm khuyết. Mô hình khuyết tật sẽ giúp hiểu rõ hơn về vấn đề này.

### Mô hình khuyết tật

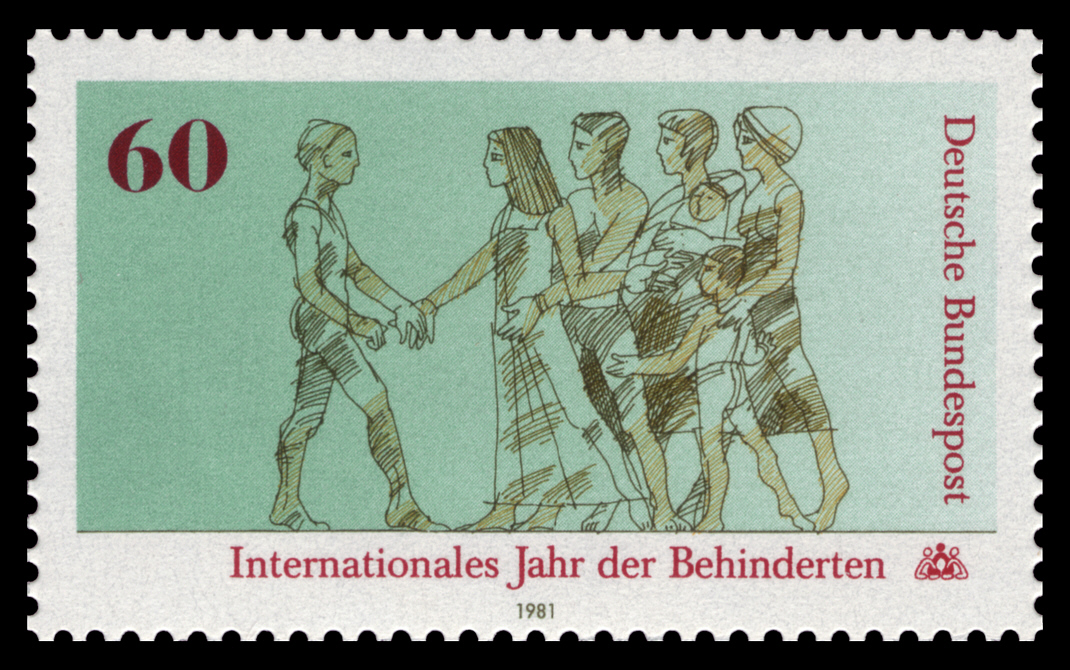
Tem của Đức về Năm Người khuyết tật Quốc tế, 1981, diễn tả cộng đồng thông cảm với người khuyết tật

Có nhiều mô hình khuyết tật, dưới đây chỉ trình bày hai mô hình chính:
- Mô hình y học của khuyết tật: theo đó khuyết tật là tình trạng suy giảm thể chất, tinh thần của một cá nhân ảnh hưởng xấu đến chất lượng cuộc sống của cá nhân đó. Như vậy việc chữa trị hoặc kiểm soát khuyết tật đồng nghĩa với việc xác định, tìm hiểu, cũng như tác động lên khuyết tật. Do đó nếu chính phủ, khu vực tư nhân và toàn xã hội đầu tư cho việc chăm sóc sức khoẻ và các dịch vụ có liên quan để chữa trị các khuyết tật về mặt y học sẽ giúp người khuyết tật có một cuộc sống bình thường. Mô hình này nhấn mạnh đến bản chất của chính khuyết tật.
- Mô hình xã hội của khuyết tật: theo đó những rào cản và định kiến của xã hội dù là có chủ ý hay vô ý là những nguyên nhân chính xác định ai là người khuyết tật và ai không là người khuyết tật. Mô hình này cho rằng một số người có những khác biệt về mặt tâm lý, trí tuệ hoặc thể chất (những khác biệt mà đôi khi có thể coi là những khiếm khuyết) so với chuẩn mực chung, nhưng những khác biệt này sẽ không dẫn đến các khó khăn nghiêm trọng trong cuộc sống nếu xã hội có thể giúp đỡ và có suy nghĩ, ứng xử tích cực. Mô hình xã hội nhấn mạnh tới sự bình đẳng và chú trọng đến những thay đổi cần thiết của xã hội.

## Nguyên nhân và các dạng khuyết tật và tỷ lệ

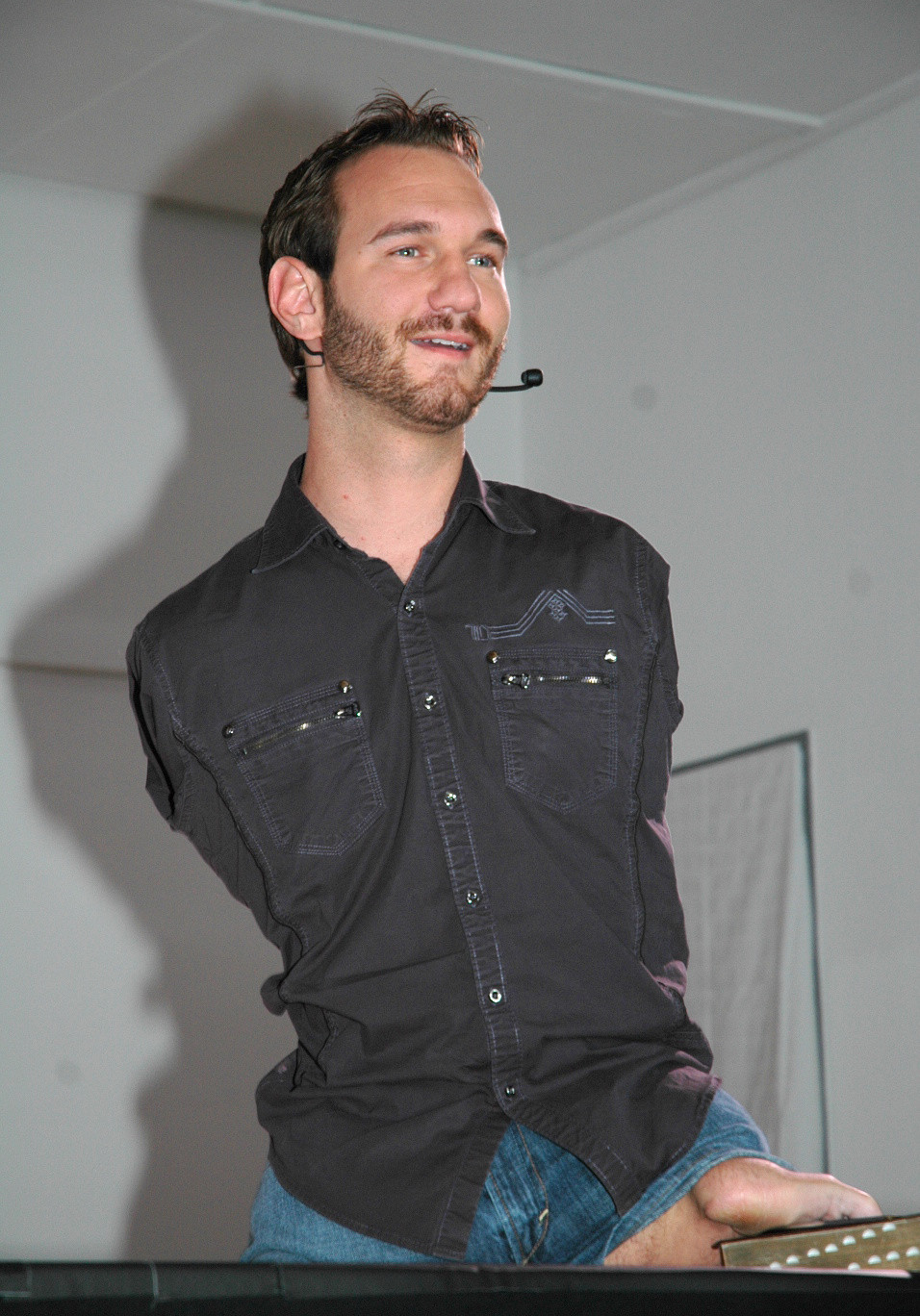
Nick Vujicic, một người khuyết tật bẩm sinh, không có tứ chi

Về cơ bản, các mối quan hệ khuyết tật có thể được tạm chia thành các lĩnh vực sau:
- Khuyết tật thân thể, tứ chi, khuyết tật vận động
- Suy giảm các giác quan: (mù, điếc, khiếm thính, khiếm thị, không nhận được mùi vị)
- Khuyết tật về nói (câm, líu lưỡi), đọc (thiểu năng đọc)
- Khiếm khuyết về khả năng học hỏi, luyện tập
- Khuyết tật tâm lý (tâm thần), bại não
- Thiểu năng trí tuệ, tự kỷ

Liên quan đến các nguyên nhân gây ra khuyết tật, có thể phân biệt giữa:
- Khuyết tật mắc phải khi phát triển

- Kết quả từ chu kỳ sinh (trong khi sinh)
- Bệnh
- Tổn thất, thương tích, ví dụ: bị bạo hành (bạo lực), tai nạn, chấn thương chiến tranh
- Thông qua lão hóa
- Khuyết tật bẩm sinh

- Do di truyền hoặc nhiễm sắc thể
- Tổn thất khi sinh (trong chu kỳ mang thai của người mẹ), bất thường bẩm sinh

### Tỷ lệ
Về tỷ lệ người khuyết tật, các con số đưa ra rất khác nhau và đa dạng, nguyên nhân là vì, có khá nhiều các tổ chức đánh giá, của chính phủ cũng như phi chính phủ...quan trọng hơn các tiêu chí khác nhau đã ảnh hưởng quyết định đến kết quả. Thống kê trên thế giới có khoảng 10% người khuyết tật tương đương với 650 triệu người (khảo sát năm 2007). Ở Việt Nam theo thống kê của tổng cục thống kê về Báo cáo điều tra quốc gia về người khuyết tật năm 2016 hiện có 6,2 triệu người khuyết tật từ 2 tuổi trở lên chiếm 7,09% dân số  .
Tỷ lệ tương đương của các nước trên thế giới là:
| Quốc gia    | Tỉ lệ dân số khuyết tật | Năm thống kê |
| ----------- | ----------------------- | ------------ |
| New Zealand | 20%                     | 1996         |
| Úc          | 20%                     | 2000         |
| Zambia      | 13,1%                   | 2006         |
| Thụy Điển   | 12,1%                   | 1988         |
| Nicaragua   | 10,3%                   | 2003         |
| Mỹ          | 19,4%                   | 2000         |
| Việt Nam    | 7,09%                   | 2016         |

#### Tại Việt Nam
Dựa trên Bảng phân loại Quốc tế về chức năng, khuyết tật và sức khỏe (International Classification of Functioning, Disability and Health-ICF) của Tổ chức Y tế Thế giới (WHO), từ năm 2006 Tổng cục Thống kê Việt Nam đã tiến hành khảo sát, họ sử dụng một số câu hỏi về khuyết tật theo phương pháp đánh giá chức năng. Mỗi thành viên từ 5 tuổi trở lên của hộ gia đình được phỏng vấn 6 câu hỏi để đánh giá thực hiện các chức năng cơ bản của con người là: nghe, nhìn, vận động, nhận thức, khả năng ghi nhớ/tập trung, tự chăm sóc bản thân, và chức năng giao tiếp. Người trả lời tự đánh giá việc thực hiện các chức năng đó dựa trên 4 mức phân loại sau: (1) Không khó khăn; (2) Khó khăn; (3) Rất khó khăn; và (4) Không thể thực hiện được. Trong tài liệu này, nếu một người có phương án trả lời là (2), (3) hoặc (4) khi thực hiện bất kỳ chức năng nào trong sáu chức năng nói trên sẽ được coi là khuyết tật.
Theo cách phân loại trên, tỷ lệ người khuyết tật chung cả nước Việt Nam vào năm 2006 là 15,3%. Vùng có tỷ lệ khuyết tật cao nhất là Đông Nam Bộ, thấp nhất là Tây Bắc. Tỷ lệ người khuyết tật khu vực thành thị cao hơn khu vực nông thôn (17,8% so với 14,4%).
Tỷ lệ người khuyết tật nữ cao hơn nam (16,58% so với 13,69%) lý do được đưa ra là nhóm dân số nữ cao tuổi chiếm tỷ trọng cao hơn nhiều so với nhóm dân số cao tuổi là nam giới.

## Khó khăn và ảnh hưởng
Người khuyết gặp khó khăn về nhiều mặt trong đó có học tập, việc làm, hôn nhân, kỳ thị...Những khó khăn đó tác động qua lại lẫn nhau, là nguyên nhân và kết quả của nhau do vậy chúng tạo thành một vòng luẩn quẩn. Sự giúp đỡ lớn về vật chất không phải ai cũng làm được nhưng về tinh thần thì khác - chúng ta giúp được rất nhiều chỉ cần sự thành tâm mà thôi. Cản trở lớn nhất với người khuyết tật là kỳ thị, nó là rào cản vô hình nhưng tàn nhẫn đẩy nhiều người ra bên lề của cuộc sống. Và kỳ thị không phải là vấn đề thuộc vật chất, của khoa học kỹ thuật - nó là vấn đề thuộc tâm lý, và sự ý thức sâu xa giá trị sống của con người - mà không phải là lòng thương hại - nhưng là lòng cảm thông thực sự sẽ chỉ hướng cho hành động đúng đắn của chúng ta. Dưới đây trình bày cụ thể những bất lợi chung của người khuyết tật.

### Học tập

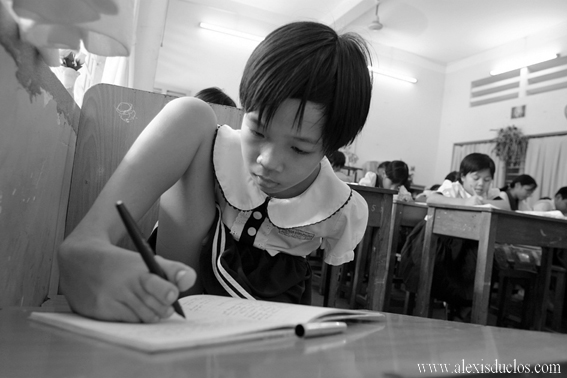
Phạm Thị Thùy Linh, 10 tuổi, khuyết tật bẩm sinh, đang tập viết

Với sự giới hạn của mình, đặc biệt là ở người khuyết tật về trí tuệ hoặc cơ quan thu nhận cảm giác (khiếm thính, khiếm thị) khả năng tiếp thu tri thức là khá khó khăn, khuyết tật vận động thì bị ảnh hưởng ít hơn. Người khuyết tật cần một hình thức giáo dục đặc biệt phù hợp với đặc điểm khiếm khuyết của mình - điều này đôi khi yêu cầu đầu tư về cơ sở vật chất nhiều hơn so với giáo dục thông thường, do đó nếu sự hỗ trợ từ phía chính quyền, cơ quan giáo dục và bản thân gia đình không tốt, việc duy trì học tập tiếp lên cao hầu như là bất khả thi.
Theo Tổ chức Giáo dục, Khoa học và Văn hóa của Liên Hợp Quốc 90% trẻ em khuyết tật ở các nước đang phát triển không được đưa đến trường. Quỹ Nhi đồng Liên Hợp Quốc thì cho biết 30% số thanh niên đường phố là trẻ khuyết tật. Về trình độ học vấn nghiên cứu của Chương trình hỗ trợ phát triển của Liên Hợp Quốc (UNDP) thực hiện năm 1998 tỉ lệ biết đọc, biết viết ở người trưởng thành bị khuyết tật trên toàn cầu là dưới 3%, ở phụ nữ khuyết tật chỉ 1%. Ở những nước thuộc Tổ chức Hợp tác và Phát triển Kinh tế (OECD), sinh viên khuyết tật có trình độ cao vẫn chưa nhiều mặc dù con số này đang có xu hướng tăng.
Theo Bộ Lao động Thương binh và Xã hội Việt Nam, trình độ học vấn của người khuyết tật ở Việt Nam rất thấp. 41% số người khuyết tật chỉ biết đọc biết viết; 19,5% học hết cấp một; 2,75% có trình độ trung học chuyên nghiệp hay chứng chỉ học nghề, và ít hơn 0.1% có bằng đại học hoặc cao đẳng. Nhìn chung, chỉ có khoảng 3% được đào tạo nghề chuyên môn, và chỉ hơn 4% người có việc làm ổn định. Hiện có hơn 40% người khuyết tật sống dưới chuẩn nghèo (Bộ LĐTBXH, 2005).

### Việc làm
Khó khăn trong học tập ảnh hưởng trực tiếp đến khả năng xin việc, trình độ học vấn chung của người khuyết tật thấp hơn tương đối so với cộng đồng. Ngoài ra một số công việc có những yêu cầu mà người khuyết tật khó thực hiện tốt được, điều này có thể được giảm thiểu bằng cách tránh những việc liên quan đến hạn chế của mình, chẳng hạn khuyết tật ở chân thì không nên tìm những việc phải đi lại quá nhiều. Một số khác thì yêu cầu ngoại hình và sức khỏe tốt, đây cũng là những công việc mà họ khó có thể tiếp cận.
Theo ước tính của Tổ chức Lao động Quốc tế (ILO-International Labour Organization) có khoảng 386 triệu người trên thế giới trong độ tuổi lao động bị khuyết tật. Tỷ lệ thất nghiệp của người khuyết tật ở một số quốc gia lên đến hơn 80%. Thông thường người sử dụng lao động cho rằng người khuyết tật không thể làm việc.
Năm 2004, cuộc điều tra ở Hoa Kỳ cho thấy chỉ có 35% người khuyết tật trong độ tuổi lao động đang có việc làm (mặc dù con số này cũng đã khá tốt so với các nước khác), trong khi đó 78% người không khuyết tật trong độ tuổi lao động có việc làm. Hai phần ba trong số người khuyết tật thất nghiệp nói rằng họ muốn làm việc nhưng không thể tìm được việc.
Nghiên cứu của Đại học Rutgers năm 2003 cho biết 1/3 số người sử dụng lao động được khảo sát cho rằng, người khuyết tật có thể không có hiệu quả thực hiện công việc theo yêu cầu nhiệm vụ. Thứ hai, lý do phổ biến nhất cho việc không thuê người khuyết tật là sự sợ hãi phải đầu tư các thiết bị tốn kém.

### Hôn nhân

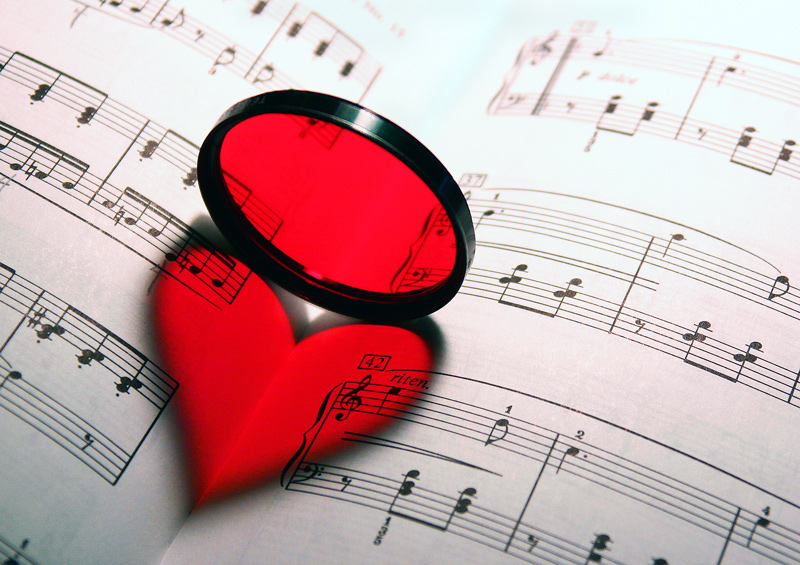
Nhiều người khuyết tật gặp nhiều cản trở trong tìm kiếm hạnh phúc lứa đôi

Người khuyết tật khó lập gia đình hơn người bình thường, điều này có nhiều nguyên nhân. Theo nguyên lý chung thì con người có xu hướng lựa chọn bạn đời có bộ gien tốt, do vậy người khuyết tật thường bị cho là lựa chọn "dưới tiêu chuẩn", bằng chứng là 17% người được hỏi ở Thái Bình, 16% ở Quảng Nam - Đà Nẵng và 25% ở Đồng Nai còn có ý nghĩ rằng người khuyết tật chỉ nên kết hôn với người khuyết tật - một quan điểm thể hiện sự phân biệt đối xử hết sức rõ ràng. Thứ nữa nếu một người lành lặn yêu người khuyết tật, gia đình - đặc biệt là bố mẹ của người không khuyết tật thường phản đối vì họ sợ rằng nếu lấy con họ sẽ khổ. Ngoài ra là những lo sợ về di truyền, khả năng chăm sóc con cái yếu kém và khó khăn sau này do bệnh nặng thêm, kinh tế khó khăn, xấu hổ với xã hội... Người khuyết tật cũng thường có mặc cảm mình làm khổ người yêu với suy nghĩ sai lầm kiểu như: Đáng ra anh (cô) ấy sẽ hạnh phúc hơn nếu yêu và lấy người lành lặn. Dư luận xã hội nói chung có cách nhìn phiến diện, dư luận cho rằng sẽ là đôi đũa lệch nếu như một cô gái khỏe mạnh lấy một chàng trai khuyết tật (hoặc ngược lại) và nghĩ rằng họ đến với nhau vì một lý do khác chứ không phải tình yêu. Sự thực thì đúng là có những khó khăn nhất định nhưng hạnh phúc gia đình không chỉ phụ thuộc duy nhất vào việc người nào đó có khuyết tật hay không.
Sự kỳ thị thậm chí được thể hiện cả trong giới tính, và như thường lệ, phụ nữ vẫn là người chịu thiệt thòi nhiều hơn - cùng bị khuyết tật nhưng nam giới có khả năng lập gia đình cao hơn nữ giới nhiều, theo một báo cáo của Viện Nghiên cứu phát triển xã hội (ISDS) thực hiện thì có đến 70% người khuyết tật nam 15 tuổi trở lên ở Thái Bình kết hôn, trong khi tỷ lệ này ở nữ chỉ khoảng 20%, tính ra mức chênh lệch là hơn 3 lần. Tại Quảng Nam, Đà Nẵng cũng có mức chênh lệch về tỷ lệ người khuyết tật không kết hôn khá lớn (59% là nữ, 33% là nam); Đồng Nai (nữ 66%, nam 51%). Khoảng một nửa số người khuyết tật ở Thái Bình và Đồng Nai được hỏi cho rằng, họ không thể kết hôn được là do sức khỏe. Còn lại là do cộng đồng không thông cảm với tình trạng khuyết tật của họ (32 – 50%); gia đình không ủng hộ (8,2 – 21,4%). Cuộc khảo sát những người đã kết hôn ở Thái Bình còn cho thấy có đến 38% cho rằng khó đảm bảo được điều kiện sống cho gia đình; 30% cảm thấy nuôi con rất vất vả và 10% sinh con bị dị tật bẩm sinh; 8% không hài lòng với đời sống tình dục và 5% thiếu sự thông cảm và khuyến khích từ vợ hoặc chồng. Điều tra cũng cho biết thêm rằng nhóm người khuyết tật do chất độc màu da cam và bẩm sinh khó kết hôn hơn nhiều nhóm khuyết tật vì các nguyên nhân khác.

### Tâm lý
Tâm lý của khá đông người khuyết tật là mặc cảm, tự đánh giá thấp bản thân mình so với những người bình thường khác. Ở những người mà khuyết tật nhìn thấy được - chẳng hạn như khuyết chi - họ có các biểu hiện tâm lý giống như mặc cảm ngoại hình (Body Dysmorphic Disorder), tức là sự chú trọng quá mức đến khiếm khuyết cơ thể đến nỗi gây khổ đau lớn - mặc dù vậy trong tâm lý học, mặc cảm ngoại hình không được chẩn đoán cho người có khiếm khuyết cơ thể nghiêm trọng, rối loạn tâm lý này chỉ hướng tới những người có khiếm khuyết nhỏ nhưng lại cứ cường điệu chúng lên. Tiếp đến một ảnh hưởng khác cần xét đến là ám ảnh sợ xã hội một kiểu trốn tránh và sợ hãi khi thực hiện các hoạt động mang tính cộng đồng như giao lưu gặp gỡ ở chỗ đông người. Tuy nhiên điều này không phải luôn luôn đúng, người ta nhận thấy ở nhiều người khuyết tật nỗ lực tồn tại và phát triển đặc biệt cao.

### Kỳ thị/Phân biệt đối xử

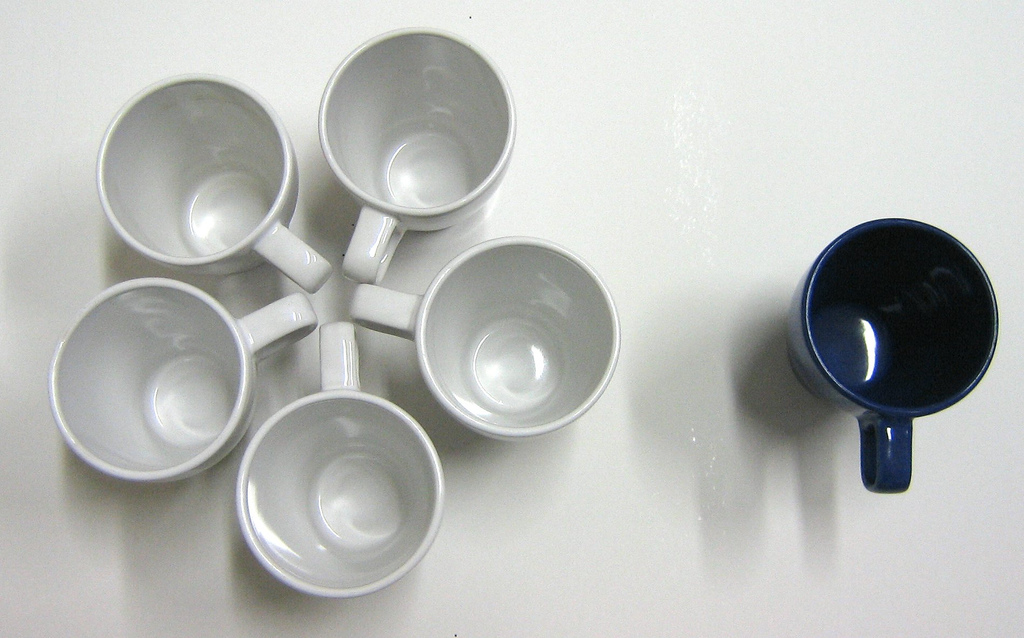
Sự phân biệt đối xử của cộng đồng là nguyên nhân chính cản trở người khuyết tật có cuộc sống tốt đẹp

Kỳ thị là vấn đề thường xảy ra với nhóm thiểu số và mang một số đặc điểm bị cho là bất lợi. Người ta bắt gặp thái độ đó với nhóm người mắc HIV, những người đồng tính luyến ái, tội nhân sau khi ra tù... Người khuyết tật cũng không tránh khỏi và điều đó càng làm họ khó khăn hơn để có được cuộc sống bình thường.
Nghiên cứu của Erving Goffman (1963) đã miêu tả ba loại kỳ thị (Discrimination):(1) "sự ghê sợ về cơ thể" tức là những kỳ thị liên quan đến những biến dạng thể chất; (2) "nhược điểm về tính cách của một cá nhân" chẳng hạn như một người bị coi là thiếu ý chí nếu có những đam mê không bình thường hoặc không trung thực; (3) "kỳ thị bộ lạc", tức là kỳ thị về sắc tộc, quốc tịch hoặc tôn giáo hoặc là việc tham gia một tổ chức xã hội bị khinh miệt. Công trình sau đó của Parker và Aggleton (2003) đã coi kỳ thị là một quá trình xã hội, sản sinh và tái sản sinh ra những mối quan hệ về quyền lực và sự kiểm soát. Họ cũng nghiên cứu kỳ thị được sử dụng như thế nào để biến sự khác biệt thành sự bất bình đẳng, giúp một số nhóm người hạ thấp giá trị của những nhóm khác dựa trên những thuộc tính "khác biệt" (Ogden và Nyblade, 2005). Theo đó tình trạng khuyết tật có thể dẫn đến kỳ thị loại thứ nhất (sự ghê sợ về biến dạng cơ thể), tuy nhiên, một số dạng khuyết tật cũng có thể dẫn đến kỳ thị loại thứ hai.
Năm 2007 được sự tài trợ của Quỹ Ford, Viện Nghiên cứu Phát triển xã hội (ISDS) đã tiến hành khảo sát 4 tỉnh thành ở Việt Nam và đưa ra một vài con số thống kê sau đây về quan điểm của cộng đồng về người khuyết tật - qua đó cho thấy sự phân biệt đối xử là lớn như thế nào, các con số biến thiên do sự khác biệt giữa các tỉnh:
| Thái độ của cộng đồng với người khuyết tật                                                                          | Tỉ lệ quan điểm đồng ý |
| --- | ---------------------- |
| Đáng thương | 98% đến 99%            |
| Người khuyết tật là người ỷ lại                                                                                     | 18% đến 32%            |
| Người khuyết tật không thể có cuộc sống bình thường                                                                 | 40% đến 59,4%          |
| Người khuyết tật bị như vậy là do số phận                                                                           | 56% đến 65%            |
| Người khuyết tật đáng phải gánh chịu số kiếp khuyết tật như vậy vì họ phải trả giá cho việc làm xấu xa ở kiếp trước | 14% đến 21%            |
| Gặp phải người khuyết tật là gặp vận đen                                                                            | 17%                    |

Phân biệt đối xử bởi chính gia đình mình (dựa trên việc đặt câu hỏi với những người quen biết người khuyết tật - lý do là người trong gia đình sẽ không nói thật về hành vi phân biệt đối xử của chính họ):
- Coi thường người khuyết tật (16%);
- Coi là gánh nặng suốt cuộc đời (40%);
- Coi là vô dụng (20,7%);
- Thường xuyên lăng mạ (14,2%);
- Bỏ mặc không chăm sóc (8,5%);
- Bỏ rơi (7,1%);
- Không cho ăn (4,3%);
- Khóa/xích trong nhà (10,2%);
- Bắt đi ăn xin (1,5%).

### Bạo lực
Theo một nghiên cứu của nước Anh, người khuyết tật có nhiều khả năng là nạn nhân của bạo hành hoặc hãm hiếp, và ít có khả năng hơn được cảnh sát can thiệp, bảo vệ pháp lý hoặc chăm sóc phòng ngừa. Nghiên cứu khác cho thấy rằng bạo hành đối với trẻ em khuyết tật xảy ra hàng năm cao hơn ít nhất là 1,7 lần so với những trẻ có cùng vị thế nhưng không khuyết tật. Phụ nữ và các trẻ gái khuyết tật đặc biệt dễ bị tổn thương, lạm dụng. Một cuộc khảo sát nhỏ trong năm 2004 tại Orissa, Ấn Độ, cho thấy rằng hầu như tất cả phụ nữ và các trẻ gái khuyết tật từng bị đánh ở nhà, 25% phụ nữ khuyết tật trí tuệ bị hiếp dâm và 6% bị buộc làm mất khả năng sinh đẻ bằng vũ lực. Như vậy người khuyết tật nói chung dễ trở thành đối tượng của bạo lực hơn, cả về mặt thể xác lẫn tinh thần.

## Ảnh hưởng của chiến tranh
Các cuộc chiến đã tạo ra nhiều thương binh và nạn nhân. Tùy từng quốc gia có những chính sách đặc biệt để giúp đỡ những người này. Trong thời bình theo thời gian tỷ lệ người khuyết tật do chiến tranh sẽ giảm dần thay vào đó tỷ lệ do tai nạn giao thông, sinh hoạt và trong lúc lao động sẽ tăng lên.

### Ảnh hưởng chiến tranh đến người khuyết tật Việt Nam
Việt Nam trải qua hai cuộc chiến tranh có quy mô tàn phá khủng khiếp. Những khuyết tật của cựu binh và dân thường có hậu quả trực tiếp từ bom đạn hoặc các hành vi tra tấn và tù hãm. Khuyết tật chân tay (khuyết chi) là những dạng phổ biến. Về rối loạn tâm lý thì rối loạn stress sau sang chấn – một dạng ám ảnh, sợ hãi về quá khứ đau thương, có thể xảy ra với mức độ nặng nhẹ khác nhau tùy theo độ thảm khốc của sang chấn. 

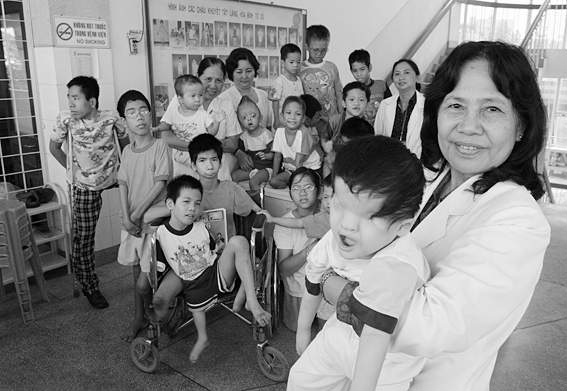
Hình ảnh một số trẻ em Việt Nam được cho là bị hậu quả chất độc màu da cam

Việc sử dụng khoảng 76,9 triệu lít thuốc diệt cỏ có chứa chất độc dioxin trong giai đoạn từ năm 1962-1971 mà quân đội Mỹ rải xuống miền Trung và miền Nam Việt Nam với mục đích ban đầu chỉ là làm rụng lá cây rừng để quân đội du kích Mặt trận Dân tộc Giải phóng Miền Nam Việt Nam không còn nơi ẩn nấp đã để lại hậu quả nghiêm trọng. Các khuyết tật ở những đứa trẻ mới sinh từ cha, mẹ từng bị phơi nhiễm được nhiều người cho là có nguyên nhân trực tiếp từ nhiễm độc dioxin và theo đó có thể có từ 2,1 đến 4,8 triệu người bị phơi nhiễm trực tiếp với dioxin trong khoảng thời gian trên.  Vào tháng 5/2007, Quốc hội Hoa Kỳ đã phân bổ khoản ngân sách 3 triệu USD nhằm khắc phục ảnh hưởng của chất độc da cam và môi trường tại một số điểm nóng nhất và năm 2009 tăng lên 6 triệu USD . Các nạn nhân của thứ hóa chất độc hại này đã thực hiện vụ kiện hậu quả chất độc màu da cam trong Chiến tranh Việt Nam nhằm đòi các công ty hóa chất sản xuất phải bồi thường thiệt hại, nhưng đã bị tòa án Hoa Kỳ bác đơn vì cho rằng đơn kiện không chứng minh được bằng chứng khoa học về mối liên hệ giữa các khuyết tật và thuốc diệt cỏ, và số lượng nạn nhân thật sự.
Để giảm thiểu gánh nặng, Chính phủ Việt Nam có các chính sách hỗ trợ cho thương binh và nạn nhân chiến tranh trong đó có hỗ trợ kinh tế bằng cách trợ cấp lương hàng tháng, xây nhà tình nghĩa hay giảm học phí, ưu tiên cho những người là con cái của thương binh. Tuy nhiên vẫn có những lời phàn nàn rằng các hỗ trợ này là không tương xứng và đôi khi tỏ ra quá chậm trễ.

### Phát xít Đức và cuộc thảm sát người khuyết tật

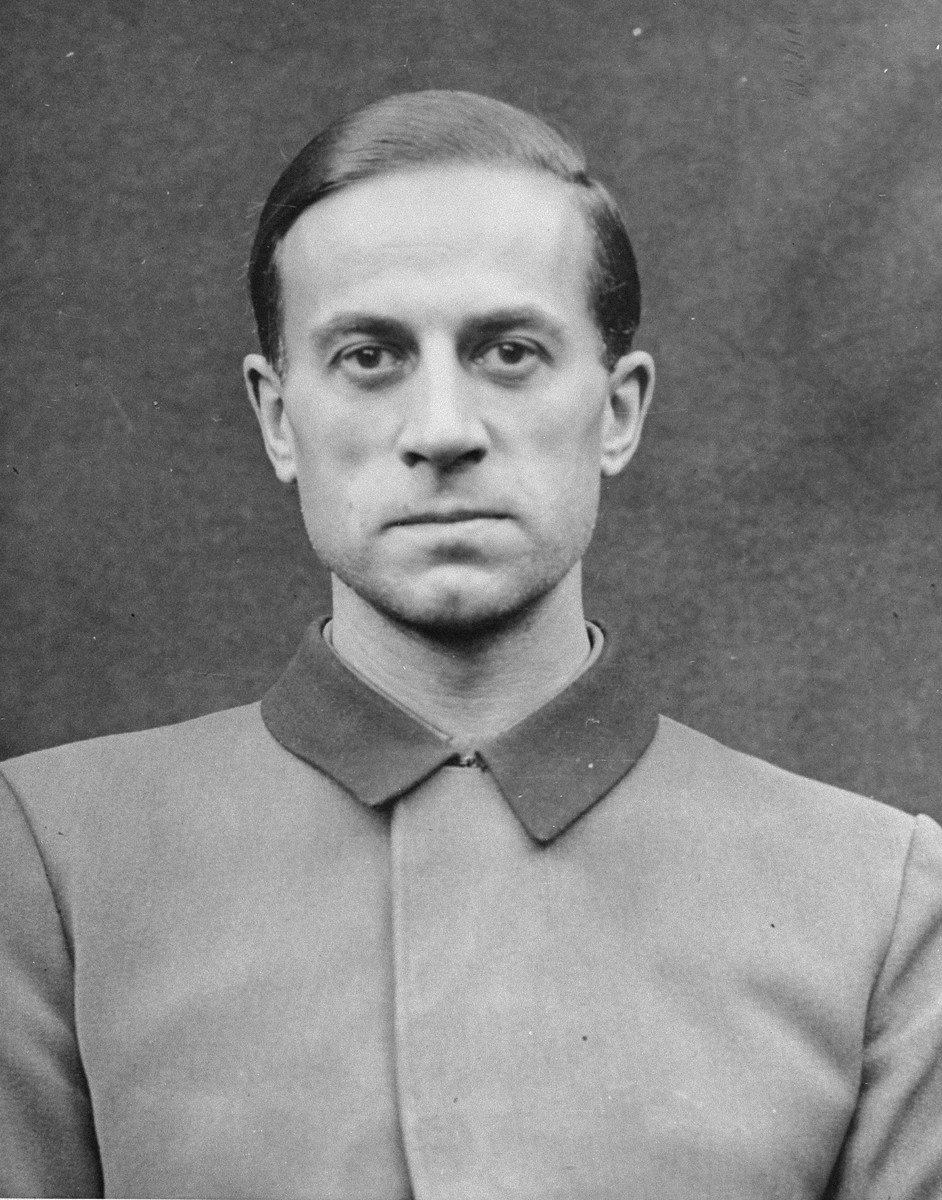
Karl Brandt - người cầm đầu kế hoạch thảm sát người khuyết tật

Đức quốc xã không chỉ là thảm họa đối với người Do Thái, chủ nghĩa phân biệt chủng tộc, chủ nghĩa toàn trị và lòng ham muốn tạo ra một dân tộc thượng đẳng đã đưa đẩy họ đến những tư tưởng và hành vi được xếp vào loại khủng khiếp nhất trong lịch sử loài người. Đức Quốc xã nắm lấy ý tưởng từ học thuyết chọn lọc tự nhiên của Charles Darwin, đặc biệt là ý tưởng về sự sống sót của cá thể có khả năng thích nghi nhất trong vương quốc của loài vật để đem áp dụng máy móc vào xã hội loài người. Theo đó thì họ cho rằng việc để những người khuyết tật sống và sinh con làm cản trở tốc độ của quá trình tiến bộ, tiếp tục duy trì sự yếu kém của chủng tộc, hay nói cách khác tiêu diệt người khuyết tật sẽ giúp loài người mau đạt được cuộc sống sung túc hơn.
Hành động T4 (Action T4) là tên của kế hoạch do Karl Brandt- bác sĩ riêng của Adolf Hitler cầm đầu nhằm loại bỏ người khuyết tật về thể chất cũng như tinh thần (trong đó có bệnh nhân tâm thần, người thiểu năng trí tuệ, người đồng tính luyến ái - cần lưu ý rằng ở thời điểm đó đồng tính luyến ái vẫn bị coi là bệnh và là một bất thường thuộc tâm lý...). Trong chương trình này, các nạn nhân bị giết bằng cách tiêm thuốc độc hoặc bằng phun hơi ngạt carbon monoxit. Theo ước tính có khoảng 275 ngàn người khuyết tật đã bị giết chết.

## Người khuyết tật ở các quốc gia
Khó để ước tính chính xác số người khuyết tật trên thế giới và từng quốc gia. Mặc dù có nhiều cách định nghĩa khác nhau về khuyết tật, nhưng các nhà nhân khẩu học đều đồng ý rằng có rất nhiều người khuyết tật trên thế giới. Theo ước tính của Tổ chức Y tế Thế giới năm 2012, dân số thế giới là 6,5 tỷ người. Trong đó, có khoảng 650 triệu người, tương đương 10%, bị khuyết tật trung bình hoặc nặng. Theo ước tính của Tổ chức Lao động Quốc tế năm 2018, trên thế giới có khoảng một tỷ người mắc khuyết tật, tương đương một phần bảy dân số toàn cầu. Trong đó, 80% sống ở các nước đang phát triển và 80% thuộc độ tuổi lao động. Việc loại trừ người khuyết tật khỏi lực lượng lao động có thể khiến tổng sản phẩm quốc nội giảm tới 7%.

### Việt Nam
Pháp lệnh về người tàn tật của nước Cộng hòa Xã hội Chủ nghĩa Việt Nam định nghĩa người tàn tật như sau: "không phân biệt nguồn gốc gây ra tàn tật, người tàn tật là người bị khiếm khuyết một hay nhiều bộ phận cơ thể hoặc chức năng biểu hiện dưới những dạng tàn tật khác nhau, làm suy giảm khả năng hoạt động, khiến cho lao động, sinh hoạt, học tập gặp nhiều khó khăn. Thống kê của Chính phủ Việt Nam năm 2003 cho thấy có trên 5 triệu người khuyết tật, chiếm 6,3% tổng dân số. Theo giới tính thì, 63,5% người khuyết tật là nam giới và chỉ có 36,5% là nữ, các con số thống kê khác mới hơn ở 4 tỉnh Thái Bình, Quảng Nam, Đà Nẵng và Đồng Nai cho kết quả tương tự trong đó nam giới vẫn chiếm nhiều hơn với con số xoay quanh khoảng 60%.
Bộ Lao động – Thương binh – Xã hội (MOLISA) được giao trách nhiệm giải quyết các vấn đề về người khuyết tật, đồng thời có trách nhiệm điều phối việc thực hiện pháp luật liên quan đến vấn đề người khuyết tật. Các Bộ ngành khác có liên quan gồm:
- Bộ Giáo dục và Đào tạo
- Bộ Y tế
- Bộ Xây dựng

UBND cấp tỉnh, cấp huyện và cấp xã là những đơn vị thực hiện trực tiếp các chính sách liên quan đến vấn đề người khuyết tật.
Chính phủ Việt Nam đã thông qua và thực thi nhiều luật, chính sách, quy định và sáng kiến liên quan đến người khuyết tật, kể cả quyền tiếp cận việc làm bền vững và hiệu quả, trong đó phải kể đến những văn bản chủ yếu sau: 
- Hiến pháp nước Cộng hòa Xã hội Chủ nghĩa Việt Nam được Quốc hội thông qua năm 1992 và sửa đổi năm 2001. Việc bảo vệ người khuyết tật được nêu tại Điều 59 và 67.
- Pháp lệnh Người Khuyết tật (1998). Điều 9 nghiêm cấm mọi hành vi phân biệt đối xử hoặc ngược đãi người khuyết tật.
- Bộ Luật Lao động (năm1994). Phần III của Bộ Luật quy định về việc làm cho người khuyết tật tại cơ quan và doanh nghiệp. Điều 123 nêu chỉ tiêu 2% đến 3% lực lượng lao động trong doanh nghiệp phải là người khuyết tật.
- Luật Đào tạo Nghề (năm 2006)
- Bộ Quy chuẩn và Tiêu chuẩn về tiếp cận đối với người khuyết tật (2002), đưa ra những tiêu chuẩn tiếp cận cấp quốc gia.
- Ban Điều phối Quốc gia về Vấn đề Người khuyết tật (2001).
- Đề án Trợ giúp Người Khuyết tật của Chính phủ giai đoạn 2006-2010. Được phê duyệt tháng 10 năm 2006. Đề án đưa ra phương pháp tiếp cận toàn diện đối với vấn đề người khuyết tật với việc mở rộng đối tượng tham gia đề án và có sự tham gia của nhiều bộ ngành liên quan.
- Giáo dục hòa nhập tầm nhìn tới năm 2015. Chính phủ đặt mục tiêu thực hiện giáo dục hòa nhập cho tất cả trẻ em khuyết tật vào năm 2015.
- Luật Người Khuyết tật mới đang được dự thảo (từ tháng 5 năm 2009) và dự tính được Quốc hội thông qua vào năm 2010.

Việt Nam vẫn được sự trợ giúp của quốc tế để hỗ trợ người khuyết tật, như trong năm 2008, Hoa Kỳ đã tài trợ hơn 2,6 triệu USD mở rộng hai dự án trợ giúp người khuyết tật tại Việt Nam .

### Hoa Kỳ
Theo báo cáo của Trung tâm Kiểm soát và Phòng ngừa Dịch bệnh Hoa Kỳ, năm 2016, khoảng 25% dân số Hoa Kỳ mắc khuyết tật. Trong đó, 10% thanh niên trẻ mắc khuyết tật về tâm thần. Tỷ lệ gặp vấn đề về di chuyển cao nhất ở người trung niên và người cao tuổi, lần lượt là 18,1% và 26,9%. Theo chủng tộc hoặc dân tộc, người Châu Á có tỷ lệ khuyết tật thấp nhất, khoảng 10%. Người Mỹ bản địa có tỷ lệ khuyết tật cao nhất, khoảng 30%. Người Mỹ gốc Phi có tỷ lệ khuyết tật cao hơn người da trắng (16%) và người gốc Tây Ban Nha (17%).

### Canada
Theo Khảo sát Người khuyết tật Canada năm 2017, 22,3% người Canada trên 15 tuổi mắc khuyết tật, tương đương 6,2 triệu người. Tỷ lệ khuyết tật ở người cao tuổi trên 65 tuổi cao gấp đôi so với nam giới trong độ tuổi lao động (38% so với 20%) và cao hơn nữ giới trong độ tuổi 25-65 (24,3%).  Theo Điều tra Người khuyết tật Canada năm 2017, tỷ lệ khuyết tật cao nhất ở Canada là ở người Nam Á trên 15 tuổi, với 4%. Tỷ lệ này thấp hơn đáng kể ở người Mỹ Latinh, chỉ 1%.

### Australia
Theo Cục Thống kê Australia, tỷ lệ người khuyết tật ở Úc là 20%, tương đương 4,4 triệu người. Trong đó, hơn 25% là người khuyết tật về tâm thần hoặc hành vi. Về phân bố theo giới, tỷ lệ nam giới khuyết tật cao hơn một chút so với nữ giới, lần lượt là 17,6 triệu và 17,8 triệu người. Về phân bố theo độ tuổi, tỷ lệ người khuyết tật cao nhất là ở người cao tuổi từ 65 tuổi trở lên, đạt 49,6%. Trong khi đó, tỷ lệ người khuyết tật trong độ tuổi lao động từ 15 đến 64 tuổi là 53,4%.

### Vương quốc Anh
Tỷ lệ người khuyết tật ở Vương quốc Anh là 22%, tương đương 14,6 triệu người. Tỷ lệ này cao nhất ở người trên độ tuổi hưởng lương hưu (42%), thấp nhất ở trẻ em (9%). Về phân bố theo dân tộc, người da trắng có tỷ lệ khuyết tật cao nhất (29%), tiếp theo là người lai (27%), người châu Á (22%), người da đen (21%) và người thuộc các nhóm dân tộc khác (19%). Về phân bố theo giới, phụ nữ có tỷ lệ khuyết tật cao hơn nam giới (31% so với 26%).

### Trung Quốc
Theo nghiên cứu của Thư viện Y Khoa Quốc Gia, vào năm 2006, ước tính có khoảng 84,6 triệu người Trung Quốc sống chung với khuyết tật. Trong đó, tỷ lệ người khuyết tật cao nhất là ở hai nhóm: nam giới 18-44 tuổi (22,5%) và nữ giới 65-74 tuổi (22,8%). Tỷ lệ người khuyết tật ở Trung Quốc cũng có sự khác biệt đáng kể giữa vùng đô thị và nông thôn. Tại nông thôn, tỷ lệ người khuyết tật cao hơn, với 72,4% nam giới và 72,2% nữ giới, so với 27,6% nam giới và 27,8% nữ giới ở thành thị. Khuyết tật về thính giác và ngôn ngữ là phổ biến nhất ở Trung Quốc, với 39,6% nam giới và 36,2% nữ giới bị ảnh hưởng.

### Hàn Quốc
Tại Hàn Quốc, tỷ lệ người khuyết tật là 5,0%, tương đương 2,517 triệu người. So với người dân không khuyết tật, người khuyết tật trung bình phải nằm viện lâu hơn 2,6 ngày. Trong lực lượng lao động, 34,9% người khuyết tật tham gia vào các công việc liên quan đến khuyết tật. Thu nhập bình quân của các gia đình khuyết tật chỉ bằng 71,3% so với các gia đình nói chung. Theo thống kê, phần lớn người khuyết tật cần hỗ trợ trong việc lau dọn vệ sinh và sử dụng phương tiện giao thông.

### Các nước đang phát triển
Khuyết tật là một vấn đề sức khỏe toàn cầu, ảnh hưởng đến mọi quốc gia, nhưng tỷ lệ khuyết tật cao hơn ở các nước đang phát triển so với các nước phát triển. Theo Tổ chức Y tế Thế giới (WHO), khoảng 15% dân số thế giới, tương đương 1,2 tỷ người, sống chung với khuyết tật. Trong đó, 80% sống ở các nước đang phát triển. Điều này được cho là do một vòng luẩn quẩn trong đó khuyết tật dẫn đến nghèo đói, và nghèo đói lại làm tăng nguy cơ khuyết tật.

## Sự giúp đỡ

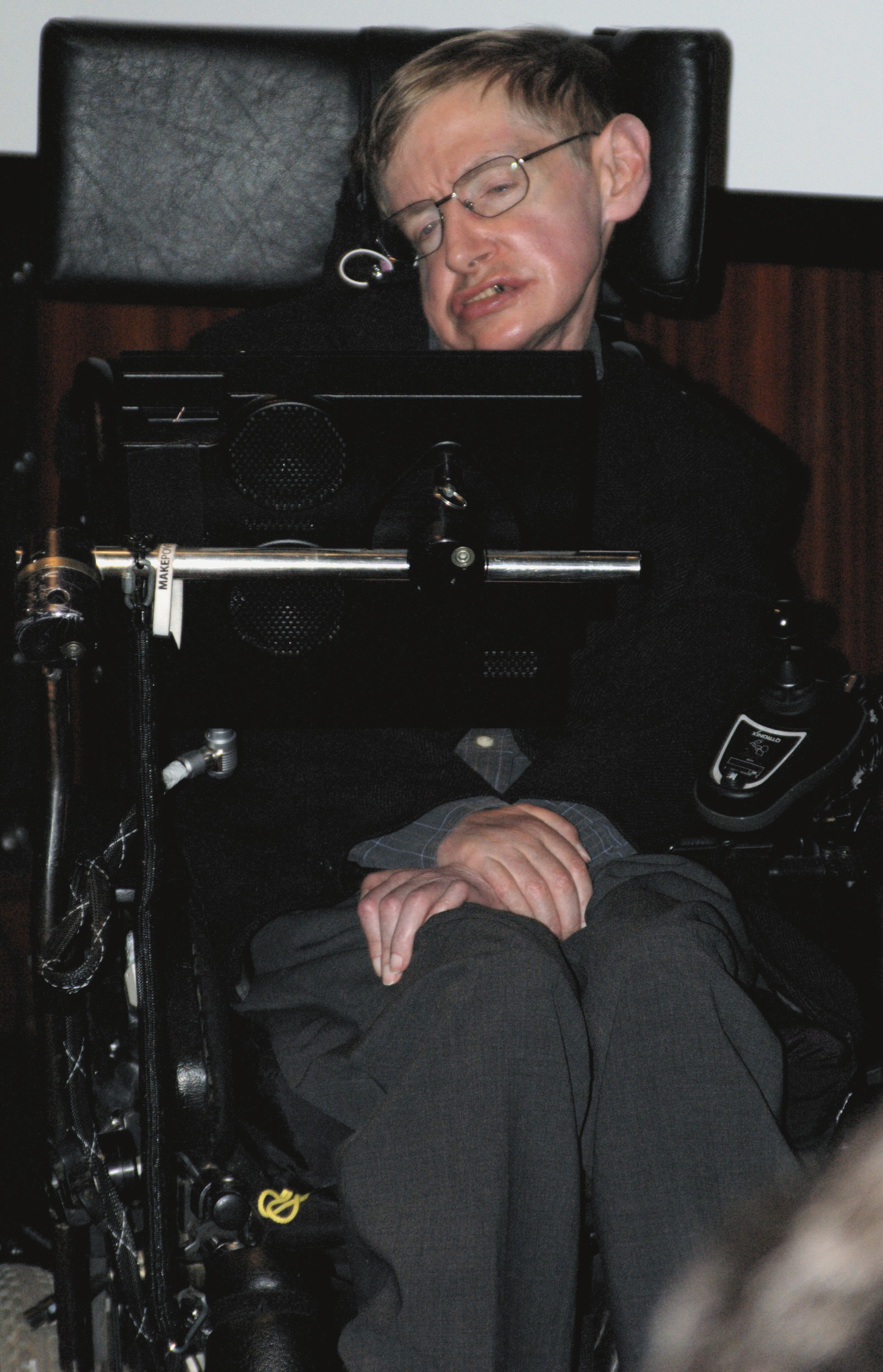
Stephen Hawking, nhà vật lý thành công trong chuyên môn, ông sử dụng nhiều công cụ hỗ trợ cho người khuyết tật

Máy móc hỗ trợ cho người khuyết tật rất nhiều, trên tất cả các phương diện từ khuyết tật vận động cho đến trí tuệ hay cảm giác. 
- Vận động: Chân tay giả thường được thiết kế khi khả năng vận động vẫn tương đối tốt, ngày nay các chất liệu cũng như phần cơ khí của các bộ phận giả đó rất tiến bộ, tuy nhiên giá thành lại cao, không phù hợp với phần đông thu nhập của người Việt. Với những người bị nặng ở chân, xe lăn là phương tiện hỗ trợ hữu hiệu, thông thường sự di chuyển của xe lăn được thực hiện bằng tay, đối với những người tay rất yếu họ được thiết kế những chiếc xe lăn chuyên dụng chạy bằng điện chỉ phải điều khiển bằng nút bấm.
- Cơ quan thu nhận cảm giác: người nghe kém có các máy trợ thính điện tử nhỏ gọn với khả năng phóng đại cũng như lọc âm tốt. Người suy giảm thị lực ở mức độ vừa phải nhận được sự hỗ trợ từ kính mắt, một phương tiện có giá thành bình dân. Ở những người bị nặng mà các phương tiện quang học không còn có khả năng giúp ích nữa thì chữ nổi, băng ghi âm và đặc biệt là các máy đọc tự động sẽ xuất hiện. Máy đọc tự động sản phẩm của công nghệ tổng hợp giọng nói sẽ tự động đọc các văn bản thành tiếng, tuy nhiên để giống được người nói còn là một chặng đường dài. Các ứng dụng thuộc chuyên ngành xử lý ngôn ngữ tự nhiên có khả năng to lớn giúp ích cho những người có khiếm khuyết liên quan đến ngôn ngữ - một công cụ nhận thức và giao tiếp cơ bản.

### Dụng cụ đặc chế
Có nhiều dụng cụ và phương tiện được đặc chế để hỗ trợ người khuyết tật trong sinh hoạt hằng ngày, như xe lăn, sách báo với hệ thống các dấu chấm nổi Braille...

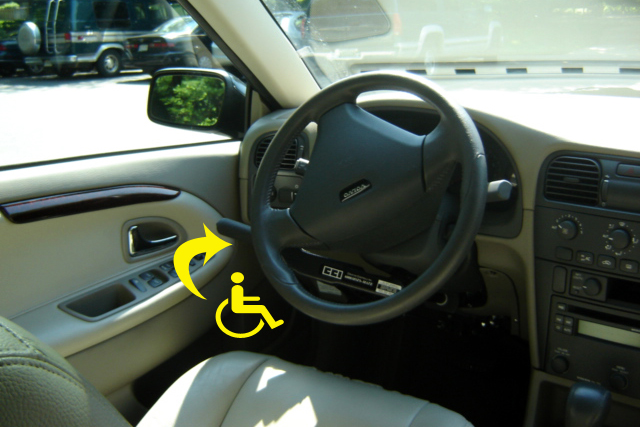
Một bộ phận tự động giúp người không chân lái xe

### Một số phần mềm hỗ trợ
Thí dụ như phần mềm đọc tự động trên máy tính hoặc các thiết bị cầm tay để giúp người khiếm thị. Ngoài ra phải kể đến các chương trình như từ điển, sách nói, trình duyệt web...Hệ điều hành Windows XP cũng có những thiết lập để tạo thuận lợi cho người khuyết tật, để thực hiện các thiết lập đó có thể vào mục Accessibility Options có biểu tượng người ngồi xe lăn màu xanh lá cây trong Control Panel. Cụ thể làm như sau: chọn Start – Settings – Control Panel, nháy đúp vào Accessibility Options. Trong hộp thoại, sẽ thấy 5 thẻ tương ứng với 5 chức năng: Keyboard, Sound, Display, Mouse, General. Những hỗ trợ này chủ yếu tập trung vào người khiếm thị, khiếm thính và những người khó thao tác bình thường với bàn phím do dị tật nào đó ở tay.

### Nâng cao khả năng tiếp cận và hòa nhập cộng đồng

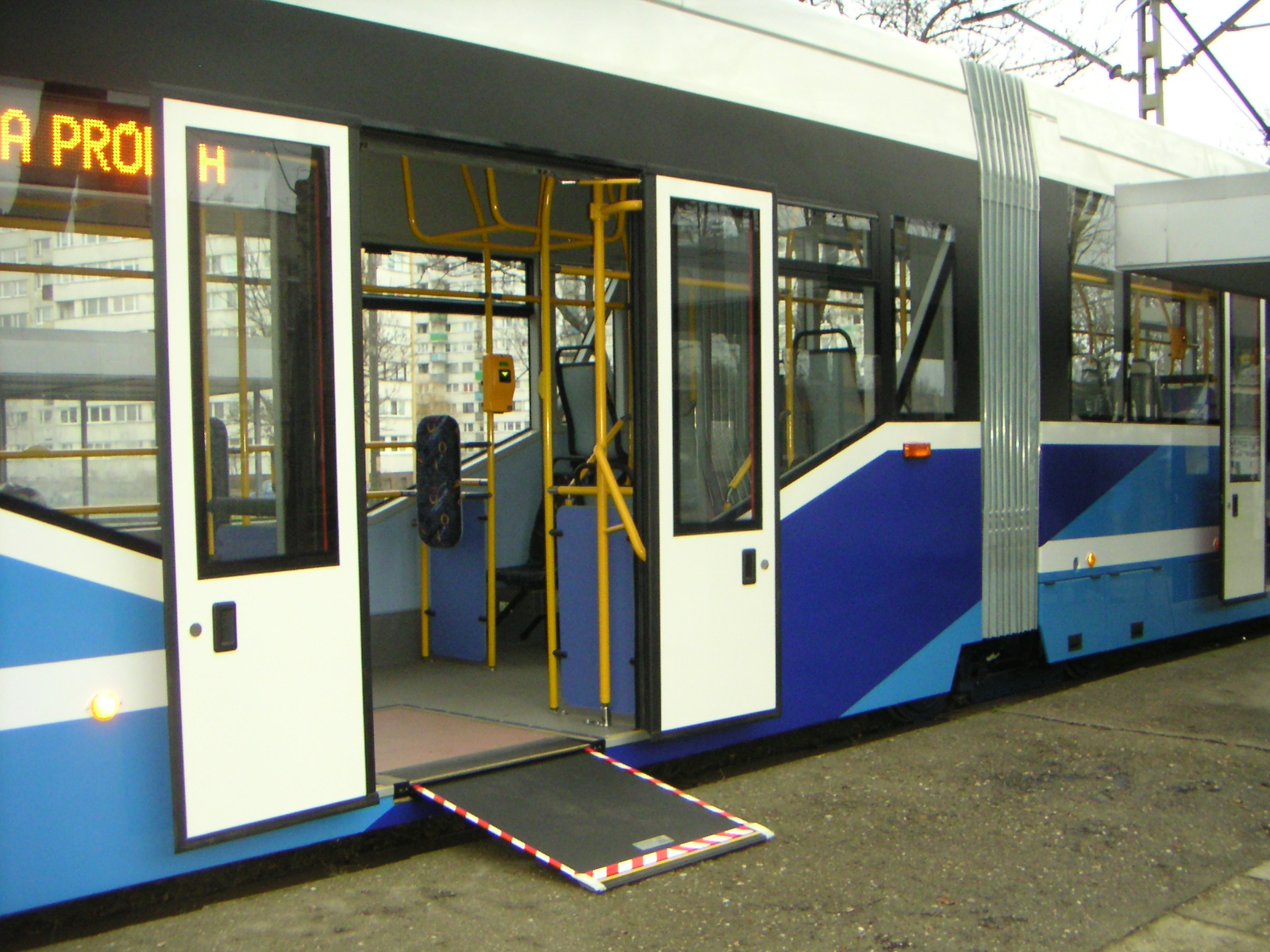
Xe điện công cộng có sàn thấp và đoạn nối giúp người đi xe lăn lên xe, tại Ba Lan

Nâng cao khả năng tiếp cận là tạo những điều kiện cho người khuyết tật (thường là khuyết tật vận động) có thể sử dụng được những công trình công cộng, phương tiện giao thông, công nghệ thông tin, dịch vụ văn hóa, thể thao, du lịch và dịch vụ khác, để giúp họ không bị cô lập và có thể hòa nhập lại với cộng đồng. Cụ thể là những thiết kế kiến trúc được xây dựng trong một cách mà chúng có thể được dùng bởi những người khuyết tật và những người lớn tuổi trong cùng một cách như những người không khuyết tật (bình thường). Ở Mỹ, theo như Đạo luật người khuyết tật Mỹ năm 1990, những công trình xây dựng mới, cả công cộng và tư nhân đều phải tiếp cận được. Ở Úc, Đạo luật chống phân biệt đối xử với người khuyết tật 1992 có nhiều điều khoản dành cho sự tiếp cận.
Rộng ra, qua những chiến dịch thông tin, cộng đồng người bình thường cũng nhận biết, thông cảm hơn và biết cách cư xử phù hợp với người khuyết tật, phá bỏ những rào cản và định kiến của xã hội.
Gần đây, Việt Nam cũng bắt đầu chú ý vấn đề này. Theo Bộ Luật Người khuyết tật Việt Nam, có hiệu lực từ ngày 01/01/2011 định nghĩa: "Tiếp cận là việc người khuyết tật sử dụng được công trình công cộng, phương tiện giao thông, công nghệ thông tin, dịch vụ văn hóa, thể thao, du lịch và dịch vụ khác phù hợp để có thể hòa nhập cộng đồng. Trung tâm Nghiên cứu và Phát triển Năng lực Người khuyết tật tại Việt Nam đã có Dự án Bản đồ tiếp cận cho Người khuyết tật để tăng sự hoà nhập của Người khuyết tật với cộng đồng và nâng cao nhận thức của cộng đồng về nhu cầu hoà nhập chính đáng của Người khuyết tật trong sự tiếp cận các công trình dân dụng và công trình công cộng. Được sự tài trợ của Tổ chức Nippon Foudation, "Trung tâm sống độc lập" đã giúp một số người khuyết tật không bị cô lập mà được trở lại tham gia những sinh hoạt cộng đồng, có thể sống hoà nhập, có khả năng độc lập tự chủ, cũng như nhận được thông cảm của người bình thường.

## Khuyết tật, luật pháp và văn hóa

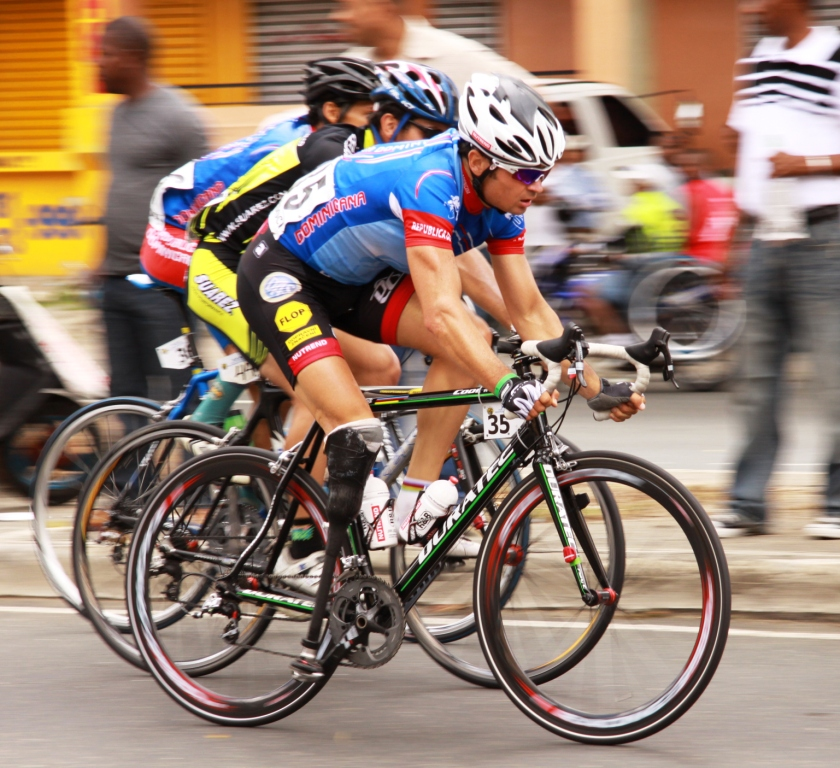
Jiri Jezek, một vận động viên không chân tại Paralympic 2008

### Ngày của người khuyết tật
- Ngày quốc tế người khuyết tật: Ngày 3 tháng 12 (được Đại hội đồng Liên Hợp Quốc lựa chọn)[46]
- Ngày người khuyết tật Việt Nam: Ngày 18 tháng 4 [47]

Sinh hoạt đặc biệt cho người khuyết tật:
Có nhiều sinh hoạt đặc biệt chỉ dành riêng cho người khuyết tật để giúp họ hòa nhập vào đời sống như Thế Vận Hội Cho Người Khuyết Tật (Paralympic).

### Công ước LHQ về quyền của người khuyết tật
Công ước quốc tế về quyền của người khuyết tật là hiệp ước quốc tế xác định các quyền của người khuyết tật và nghĩa vụ của các quốc gia tham gia. Mặc dù không thiết lập các nhân quyền mới nhưng đây là công ước quốc tế về nhân quyền đầu tiên của thế kỷ 21, đồng thời cũng là công cụ luật pháp đầu tiên bảo vệ toàn diện quyền của người khuyết tật.
Ngày 13 Tháng 12 năm 2006, Liên Hợp Quốc đã thông qua Công ước quốc tế về quyền của người khuyết tật, đến nay (thời điểm của bài báo là năm 2008) đã có khoảng 200 quốc gia tham gia ký kết. Việt Nam là thành viên thứ 118 tham gia ký Công ước vào tháng 10/2007. Ngày 30/7/2009, tại trụ sở Liên hợp quốc ở New York, đại diện Chính phủ Mỹ cũng đã ký công ước này. Đây là công ước quốc tế về nhân quyền đầu tiên mà Mỹ đã ký trong gần một thập kỷ qua.
Ông John Hendra - Điều Phối viên thường trú Liên Hợp Quốc tại Việt Nam đã có nhận xét như sau về công ước:
Được xây dựng dựa trên khuôn khổ Tuyên ngôn nhân quyền, Công ước về quyền của người khuyết tật đã có hiệu lực từ ngày 3 tháng 5 năm 2008 và lần đầu tiên, Công ước này đã thiết lập quyền của 650 triệu người khuyết tật trên toàn thế giới. Đây là hiệp ước đầu tiên mang lại vị thế và quyền hợp pháp nhìn nhận tình trạng khuyết tật như là một vấn đề về quyền con người. Công ước này còn có ý nghĩa đặc biệt khi thay đổi cách nhìn đối với tình trạng khuyết tật là một vấn đề xã hội chứ không phải là vấn đề y tế, và xác lập sự dịch chuyển từ phương thức tiếp cận theo hướng nhân đạo sang hướng nhân quyền.